# Monkey Business (album, The Black Eyed Peas)
Monkey Business je čtvrtým albem americké hip hopové skupiny The Black Eyed Peas, které vyšlo v Evropě 30. května 2005. Deska obsahuje opět mnoho zajímavých samplů, například z filmu Pulp Fiction nebo ze znělek bollywoodských filmů.

## Seznam skladeb
| Pořadí         | Název                                                      | Délka |
| -------------- | ---------------------------------------------------------- | ----- |
| 1.             | Pump It                                                    | 3:35  |
| 2.             | Don't Phunk with My Heart                                  | 3:59  |
| 3.             | My Style (feat. Justin Timberlake)                         | 4:28  |
| 4.             | Don't Lie                                                  | 3:39  |
| 5.             | My Humps                                                   | 5:27  |
| 6.             | Like That (feat. Q-Tip, Talib Kweli, Cee-Lo a John Legend) | 4:34  |
| 7.             | Dum Diddly (feat. Dante Santiago)                          | 4:19  |
| 8.             | Feel It                                                    | 4:19  |
| 9.             | Gone Going (feat. Jack Johnson)                            | 3:13  |
| 10.            | They Don't Want Music (feat. James Brown)                  | 6:46  |
| 11.            | Disco Club                                                 | 3:48  |
| 12.            | Bebot                                                      | 3:30  |
| 13.            | Ba Bump                                                    | 3:59  |
| 14.            | Audio Delite at Low Fidelity                               | 5:29  |
| 15.            | Union (feat. Sting)                                        | 5:04  |
| Celková délka: | Celková délka:                                             | 66:03 |

## Umístění ve světě
| Hitparáda      | Umístění |
| -------------- | -------- |
| Austrálie      | 1        |
| Rakousko       | 2        |
| Brazílie       | 4        |
| Kanada         | 1        |
| Dánsko         | 3        |
| Nizozemsko     | 3        |
| Finsko         | 4        |
| Francie        | 1        |
| Německo        | 1        |
| Itálie         | 10       |
| Mexiko         | 1        |
| Nový Zéland    | 1        |
| Norsko         | 15       |
| Španělsko      | 5        |
| Švédsko        | 16       |
| Švýcarsko      | 1        |
| USA            | 2        |
| Velká Británie | 4        |
| Svět           | 2        |

| Prodejnost | Počet     |
| ---------- | --------- |
| Celkem     | 9,039,000 |

## Ocenění a nominace
| Rok  | Ocenění       | Kategorie                                             | Výsledek  |
| ---- | ------------- | ----------------------------------------------------- | --------- |
| 2006 | Grammy Awards | Nejlepší popová spolupráce (Gone Going)               | nominace  |
| 2006 | Grammy Awards | Nejlepší popové vystoupení (Dont Lie)                 | nominace  |
| 2006 | Grammy Awards | Nejlepší rapový song (Dont Phunk with My Heart)       | nominace  |
| 2006 | Grammy Awards | Nejlepší rapové vystoupení (Dont Phunk with My Heart) | vítězství |
| 2007 | Grammy Awards | Nejlepší popové vystoupení (My Humps)                 | vítězství |